# Heo Sung-tae
Heo Sung-tae (koreanisch: 허성태; * 20. Oktober 1977 in Busan) ist ein südkoreanischer Schauspieler. Bekanntheit erlangte er vor allem durch seine Rolle als Gangsterboss Jang Deok-su in der Serie Squid Game (2021).

## Leben und Karriere
Heo studierte Russisch an der Universität Busan und arbeitete daraufhin in der Marketingabteilung von LG Electronics in Russland, wo er für den Verkauf von Fernsehgeräten zuständig war. Später war er zudem für Daewoo Shipbuilding & Marine Engineering, eines der größten Schiffbauunternehmen Südkoreas, tätig.
2011 begann er seine Schauspielkarriere, nachdem er zuvor an der Talentshow Miraculous Audition (koreanisch: 기적의 오디션) teilgenommen hatte. Seitdem spielte er in über 60 Film- und Serienproduktionen, meist in Nebenrollen. Nach eigener Angabe habe er jedoch nie professionellen Schauspielunterricht erhalten.
Einem breiteren Publikum bekannt wurde er durch seine Rolle als Ha Il-Soo im Spionagethriller The Age of Shadows (2016).
Mit seiner Verkörperung des Gangsterbosses Jang Deok-su in der erfolgreichen Netflix-Serie Squid Game (2021) gelangte Heo schließlich auch zu internationaler Berühmtheit. Für seine Darstellung wurde er im Dezember 2021 bei den Asia Artist Awards in der Kategorie Bester Schauspieler ausgezeichnet.

## Filmografie (Auswahl)

### Spielfilme
- 2012: Masquerade (광해, 왕이 된 남자)
- 2014: Total Messed Family (오빠가 돌아왔다)
- 2014: Man on High Heels (하이힐)
- 2014: Sea Fog – Freiheit hat ihren Preis (Haemoo, 해무)
- 2014: The Story of Ong-nyeo (옹녀뎐)
- 2014: Haru (관계)
- 2014: The Royal Tailor (상의원)
- 2015: Kwon Bob: Chinatown (권법형사: 차이나타운)
- 2015: Three Summer Nights (쓰리 썸머 나잇)
- 2015: The Night of the Prophet (선지자의 밤)
- 2016: Dear Lena (레나)
- 2016: The Age of Shadows (밀정)
- 2017: The Fortress (남한산성)
- 2017: The Outlaws (범죄도시)
- 2017: The Bros (부라더)
- 2017: The Swindlers (꾼)
- 2018: The True Colour of Men (사내본색)
- 2018: Fengshui (명당)
- 2018: Rampant (창궐)
- 2019: MAL-MO-E: The Secret Mission (말모이)
- 2019: Intern Detective (인턴형사 오견식)
- 2019: Black Money (블랙머니)
- 2020: Hitman: Agent Jun (히트맨)
- 2020: Collectors (도굴)

### Serien
- 2012: God of War (무신)
- 2012: God's Quiz (신의 퀴즈)
- 2013: Yawang (야왕)
- 2013: Incarnation of Money (돈의 화신)
- 2013: Your Woman (당신의 여자)
- 2013: Guam Heo Jun (구암 허준)
- 2013: Gu Family Book (구가의 서)
- 2013: Take My Hand (내 손을 잡아)
- 2013: Answer Me 1994 (응답하라 1994)
- 2014: Jeong Do-jeon (정도전)
- 2014: God's Gift - 14 Days (신의 선물 - 14일)
- 2014: Mother's Garden (엄마의 정원)
- 2014: Everything Kimchi (모두 다 김치)
- 2014: You're Surrounded (너희들은 포위됐다)
- 2015: City of the Sun (태양의 도시)
- 2015: Love From Today (오늘부터 사랑해)
- 2015: The Great Wives (위대한 조강지처)
- 2017: Saimdang: Light's Diary (사임당, 빛의 일기)
- 2017: Tunnel (터널)
- 2017: Queen for 7 Days (7일의 왕비)
- 2017: Live Up to Your Name (명불허전)
- 2017: Witch's Court (마녀의 법정)
- 2018: Cross (크로스)
- 2018: Your Honor (친애하는 판사님께)
- 2018: Big Forest (빅 포레스트)
- 2019: Liver or Die (왜그래 풍상씨)
- 2019: Different Dreams (이몽)
- 2019: The Unstoppable Curling Team (못말리는 컬링부)
- 2019: Voice 3 (보이스 3)
- 2019: Watcher (왓쳐)
- 2020: King Maker: The Change of Destiny (바람과 구름과 비)
- 2021: Beyond Evil (괴물)
- 2021: Racket Boys (라켓 소년단)
- 2021: Squid Game (오징어 게임)
- 2021: The Silent Sea (고요의 바다)
- 2022: Bloody Heart (붉은 단심)
- 2022: A Model Family (모범가족)
- 2022: Unschuldig (아다마스)
- 2025: Good Boy (굿보이)